# Okres Lezhë
Okres Lezhë (albánsky Rrethi i Lezhës) je okres v Albánii.
Má 68 000 obyvatel (2004 odhad), a rozlohu 479 km². Nachází se na severozápadě Albánie, jeho hlavním městem je Lezhë. Krajina je mírně zvlněná, v mnoha místech též i nížinná, zemědělsky intenzivně využívaná. Kromě hlavního města je v tomto okresu jen jedno město, a to přímořské letovisko Shëngjin. Je to jeden z mála okresů, jež má k dispozici železnici; severojižním směrem též vede významná silnice, spojující Skadar a Tiranu.